# Sitticus cursor
Sitticus cursor är en spindelart som beskrevs av Barrows 1919. Sitticus cursor ingår i släktet Sitticus och familjen hoppspindlar. Inga underarter finns listade i Catalogue of Life.